# 原英史
原 英史（はら えいじ、1966年〈昭和41年〉 - ）は、日本の文筆家。また、通産省および経産省の官僚でもあった。フェイクニュース研究所副所長。株式会社政策工房代表取締役社長で、大阪府市統合本部特別顧問。学位は法務博士（シカゴ大学ロースクール）。

## 略歴
- 東京都生まれ。開成高等学校卒[9]。
- 1989年東京大学法学部卒、米シカゴ大学ロースクール修了。
- 1989年、通商産業省に入省。
- 大臣官房企画官、中小企業庁制度審議室長などを務める。
- 2007年3月から経済産業省の9年先輩に当たる古賀茂明の紹介により[4]、安倍内閣、福田康夫内閣で渡辺喜美国・地方行政改革担当兼公務員制度改革担当大臣（その後、金融担当大臣を兼ねる）の秘書専門官（補佐官）を務める[3][10]。
- 2009年7月に退官、株式会社政策工房を設立（会長：高橋洋一、社長：原英史、主任研究員：黒澤善行[11]）。政策コンサルティング業を営む。大阪府人事委員会特別顧問、政策研究大学院大学客員准教授も務めている。
- 2011年12月、大阪府特別顧問、大阪市特別顧問、大阪府市統合本部特別顧問に就任。
- 2013年、産業競争力会議民間議員竹中平蔵のサポート役を務めた[12]。
- 2013年、国家戦略特区ワーキンググループ有識者委員に就任[12]。同年5月10日第1回会議に出席[12]。のち座長代理に就任。
- 2016年9月、内閣府規制改革推進会議委員に就任[13]。
- 2019年6月11日、国家戦略特区の審査に関する問題が毎日新聞に報道される[14]。
- 2019年6月25日、新潮社フォーサイトに「『毎日新聞社』を提訴する！」と題する記事を公表[5]。なお、一審は2021年9月、請求棄却[15]。
- 2019年8月9日、本人が主張する毎日新聞社の「新聞倫理綱領違反」について、日本新聞協会に公開質問状を送付した[16]。
- 立憲民主党の篠原孝衆議院議員が毎日新聞の記事を基に書いたブログにより、原の名誉を毀損したと訴えた裁判に原は東京高裁で勝訴したが[17][18]、2022年2月4日、これに関して立憲民主党の泉健太代表に送ったとする声明を発表した[19]。
- 2022年7月4日、東京高裁は1審判決を破棄し、毎日新聞に220万円の支払いを命じる判決を言い渡した[20]。2024年1月10日付で最高裁が双方の上告を受理しない決定をし、毎日新聞の逆転敗訴とした2審判決が確定した[21]。

## 著作
- cf. “原, 英史”, CiNii (国立情報学研究所)
- 共著では著者名の序列が重要な意味を持つ[22]ため、当人の著者名を省略せず、むしろその位置を強調した。

### 書籍
- 『官僚のレトリック―霞が関改革はなぜ迷走するのか』新潮社、2010年5月1日。 NCID BB02076354。OCLC 630517545。ISBN 4-10325151-4、ISBN 978-4-10325151-4。
- 『「規制」を変えれば電気も足りる─日本をダメにする役所の「バカなルール」総覧』小学館〈小学館101新書 112〉、2011年8月1日。 NCID BB06425852。OCLC 763083405。ISBN 4-09825112-4、ISBN 978-4-09825112-4。
- 堺屋太一、上山信一、原英史『図解 大阪維新とは何か』幻冬舎、2012年7月13日。 NCID BB10188262。OCLC 840041657。ISBN 4-34402214-9、ISBN 978-4-34402214-0。
- 原英史、真柄昭宏『官僚が使う「悪徳商法」の説得術』講談社〈講談社+α新書 616-1C〉、2013年4月23日。 NCID BB12402716。OCLC 841144359。ISBN 4-06-272802-8、ISBN 978-4-06-272802-7。
- 『日本人を縛りつける役人の掟─「岩盤規制」を打ち破れ!』小学館、2014年7月1日。 NCID BB16107456。OCLC 886557850。ISBN 4-09389749-2、ISBN 978-4-09389749-5。
- 『国家と官僚 こうして、国民は「無視」される』祥伝社〈祥伝社新書 410〉、2015年4月2日。 NCID BB18396922。OCLC 910541473。ISBN 4396114109、ISBN 978-4396114107。
- 『岩盤規制―誰が成長を阻むのか』新潮社〈新潮新書 806〉、2019年3月15日。ASIN B07NVBSJVW。 NCID BB2789629X。OCLC 1090075744。ISBN 4-10610806-2、ISBN 978-4-10610806-8。
- 竹中平蔵、原英史『日本の宿題─令和時代に解決すべき17のテーマ』東京書籍、2020年4月27日。ASIN B0895SDY39。 NCID BC04428110。OCLC 1153954389。ISBN 4-48781374-3、ISBN 978-4-48781374-2。
- 高橋洋一、原英史『国家の怠慢』新潮社〈新潮新書 872〉、2020年8月19日。ASIN B08FCCG8Z1。 NCID BC01906588。OCLC 1196144846。ISBN 4-10610872-0、ISBN 978-4-10610872-3。
- 高橋洋一、原英史『スガノミクス─菅政権が確実に変える日本国のかたち』白秋社、星雲社、2021年1月6日。ASIN B08SBS19WN。 NCID BC05593440。OCLC 1235740166。ISBN 4-43428463-0、ISBN 978-4-43428463-2。

### 連載
- 「おバカ規制の責任者出てこい！」『SAPIO』、小学館。※規制に関する論評。2010年から2014年10月[23]まで。

## 出演

### インターネット番組
- ニュース女子（DHCテレビ）
- 真相深入り!虎ノ門ニュース（DHCテレビ）
- 週刊政策レビュー（政策カフェ）
- フェイクニュース研究室（政策カフェ）

## 映像資料
- DHCテレビ (19 July 2022). 火曜特集「二度と起こしてはならない　憎悪を煽った捏造報道と国会質問」＜【DHC】2022/7/19(火) 北村晴男×原英史×居島一平【虎ノ門ニュース】 (動画共有サービス). YouTube.  該当時間: 1時間05分31秒～1時間56分30秒. 2022年7月19日閲覧。